# GGM Gastro
GGM Gastro International ist ein deutsches Großhandelsunternehmen mit Sitz in Ochtrup, das Anlagen, Geräte und Zubehör für die Gastronomie und Hotellerie vertreibt.

## Gründung und Entwicklung
Das Unternehmen wurde 2004 im Gronauer Ortsteil Epe als Bakir & Inan GbR gegründet. Zunächst wurden die Küchengeräte aus der Schließung eines eigenen Gastronomiebetriebes verkauft, später wurden Großküchen und Imbissbetriebe aus Konkursunternehmen aufgekauft, repariert und weiterverkauft. Anfangs konzentrierte sich der Handel auf Deutschland und die Niederlande. Mit dem Aufbau einer eigenen Internet-Verkaufsplattform internationalisierte sich das Geschäft. Im Jahre 2011 erfolgte der Wechsel in die heutige Firmierung. Ein Jahr später zog das Unternehmen nach Ochtrup und vergrößerte die Betriebsfläche, die in den Folgejahren mehrfach erweitert wurde, bis Herbst 2014 gab es weitere Niederlassungen unter anderem in Schweden, Spanien und Bulgarien.
Das Unternehmen unterstützte 2018/2019 den Verein Kinderförderung-Brasilien mit Sachspenden bei der Einrichtung einer Großküche, in der Speisen für Kinder aus den Favelas von Campina Grande (Brasilien) zubereitet werden.

## Standorte
Neben der Zentrale in Ochtrup ist das Unternehmen 2022 in Deutschland in vier deutschen Großstädten vertreten. Im europäischen Ausland betreibt es in zwölf Ländern eigene Standorte. In Asien kommen in Indien und in China Niederlassungen hinzu.